# Isla Hare
Isla Hare es una isla que se encuentra contigua al puerto de Tuticorin. Es un lugar donde realizan días de campos o picnics para los solicitantes y durante las vacaciones es usada para el turismo interno. Muchos turistas visitan la isla durante las vacaciones de Pongal (un festival de la cosecha celebrado por los tamiles) cuando autobuses especiales se utilizan en beneficio de los visitantes. Administrativamente la isla depende del Estado de Tamil Nadu al sur de la India.